# Yōichirō Nambu
Yōichirō Nambu (南部陽一郎?, Nambu Yōichirō; Tokyo, 18 gennaio 1921 – Osaka, 5 luglio 2015) è stato un fisico giapponese naturalizzato statunitense, premio Nobel per la fisica nel 2008.

## Biografia
Negli anni quaranta, durante la formulazione dell'elettrodinamica quantistica, collabora con Shin'ichirō Tomonaga, uno dei padri della nuova teoria. Laureatosi a Tokyo nel 1952, nello stesso anno è invitato all'Institute for Advanced Study a Princeton. Nel 1958 diventa professore di fisica all'Università di Chicago.
Ha dato numerosi contributi allo sviluppo delle teorie delle particelle elementari: introducendo nel 1960, insieme a Giovanni Jona-Lasinio, il meccanismo di rottura spontanea di simmetria, ancora oggi al centro delle ricerche miranti a una teoria unificata delle interazioni fondamentali, proponendo nel 1965 la carica di colore nella cromodinamica quantistica e, nel 1970, il primitivo modello della corda vibrante, poi diventata stringa (indipendentemente introdotto nello stesso anno anche da Holger Bech Nielsen e Leonard Susskind).
Ha dato il nome all'azione di Nambu-Goto nella teoria delle stringhe e ai bosoni di Nambu-Goldstone che si presentano nella rottura spontanea di simmetria.

## Riconoscimenti
Ha vinto numerosi premi e riconoscimenti: il Premio J. Robert Oppenheimer, la Medaglia nazionale delle Scienze degli Stati Uniti, il "Japan's Order of Culture", la medaglia Max Planck, il premio Wolf, la medaglia Franklin, la medaglia Dirac, il Premio Sakurai, fino all'assegnazione nel 2008 del Premio Nobel per la fisica (condiviso con Makoto Kobayashi e Toshihide Maskawa) per i lavori che aveva svolto con Jona-Lasinio.